# Zinnaer Straße

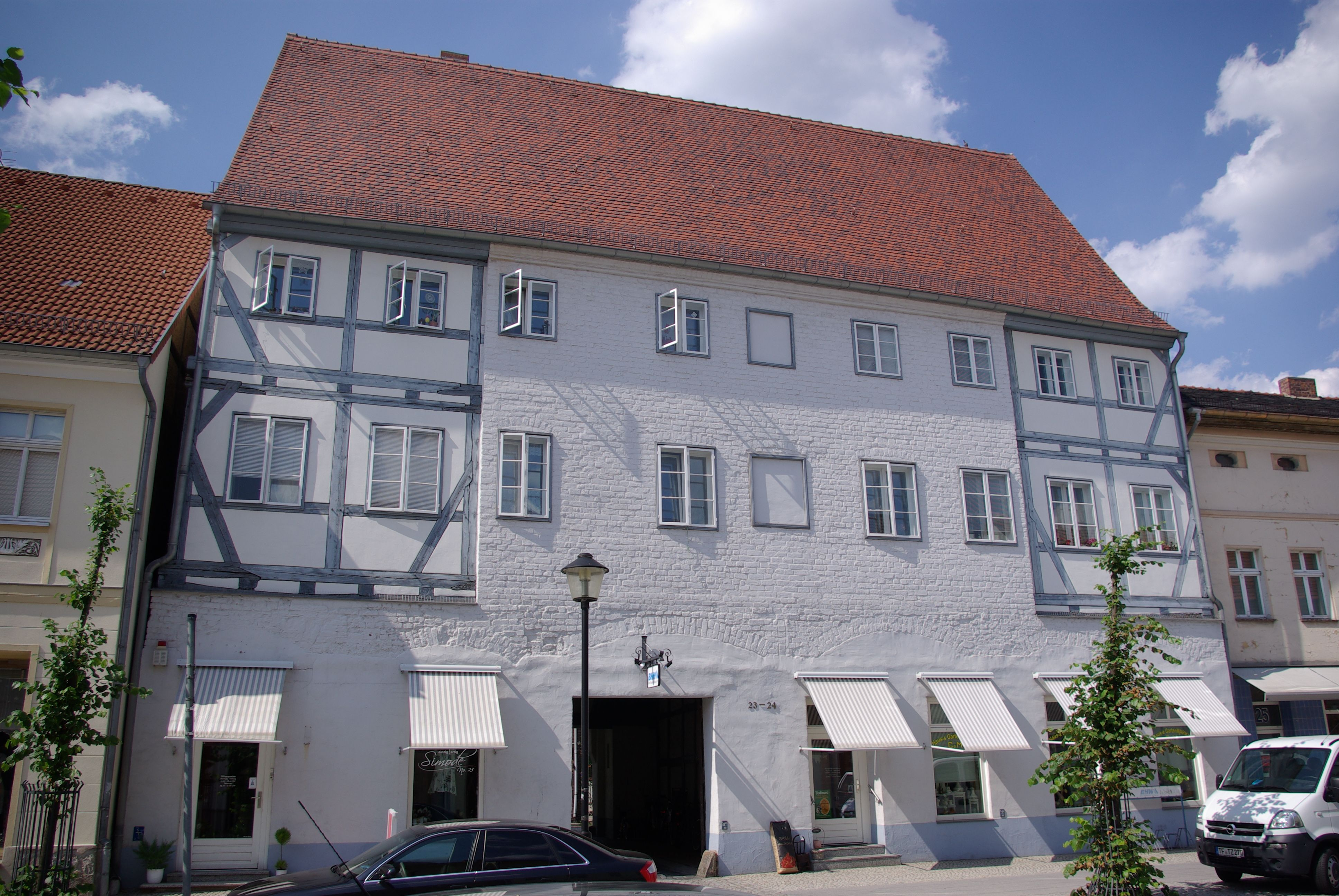
Zinnaer Straße 23 / 24

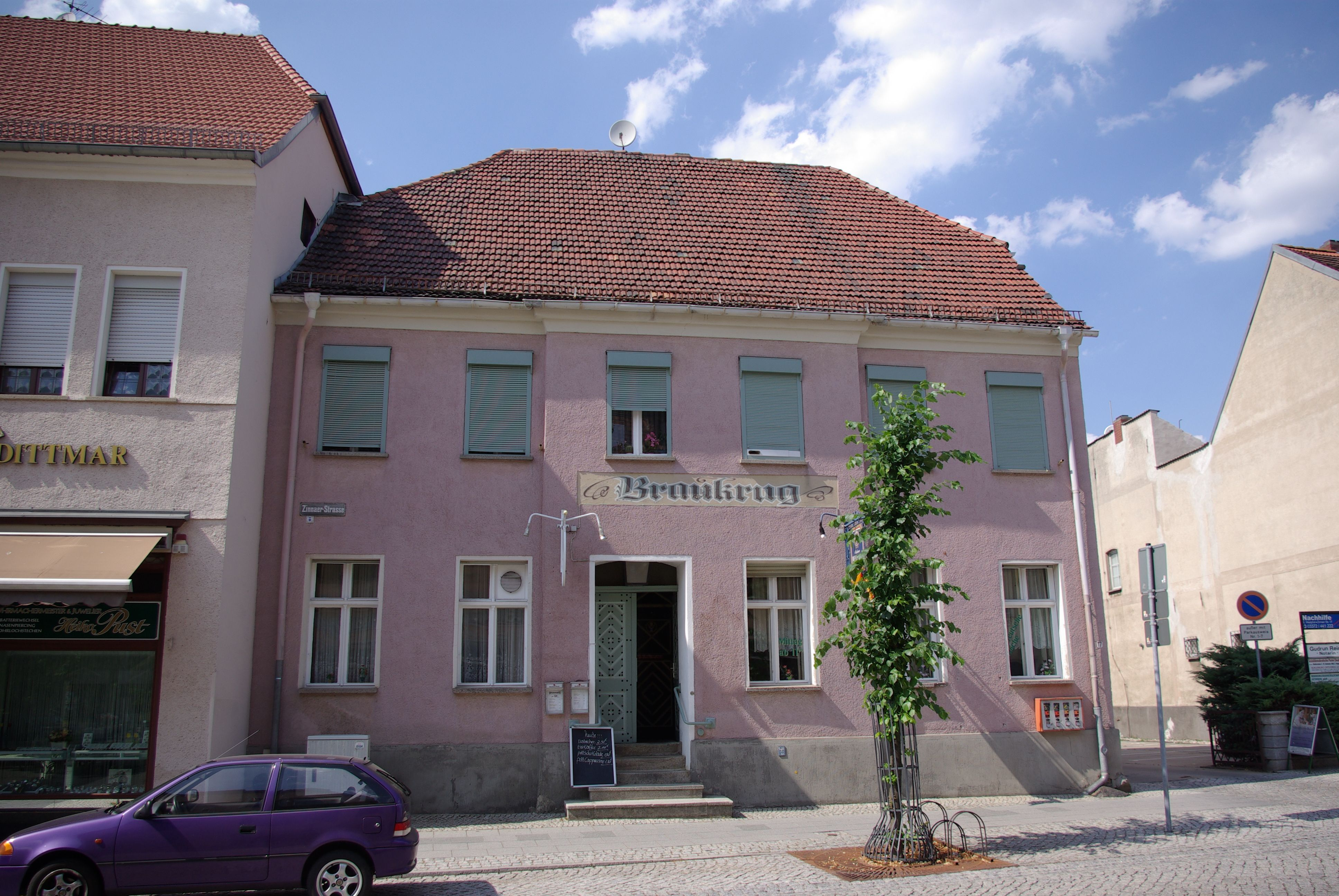
Zinnaer Straße 17, das Gasthaus Braukrug

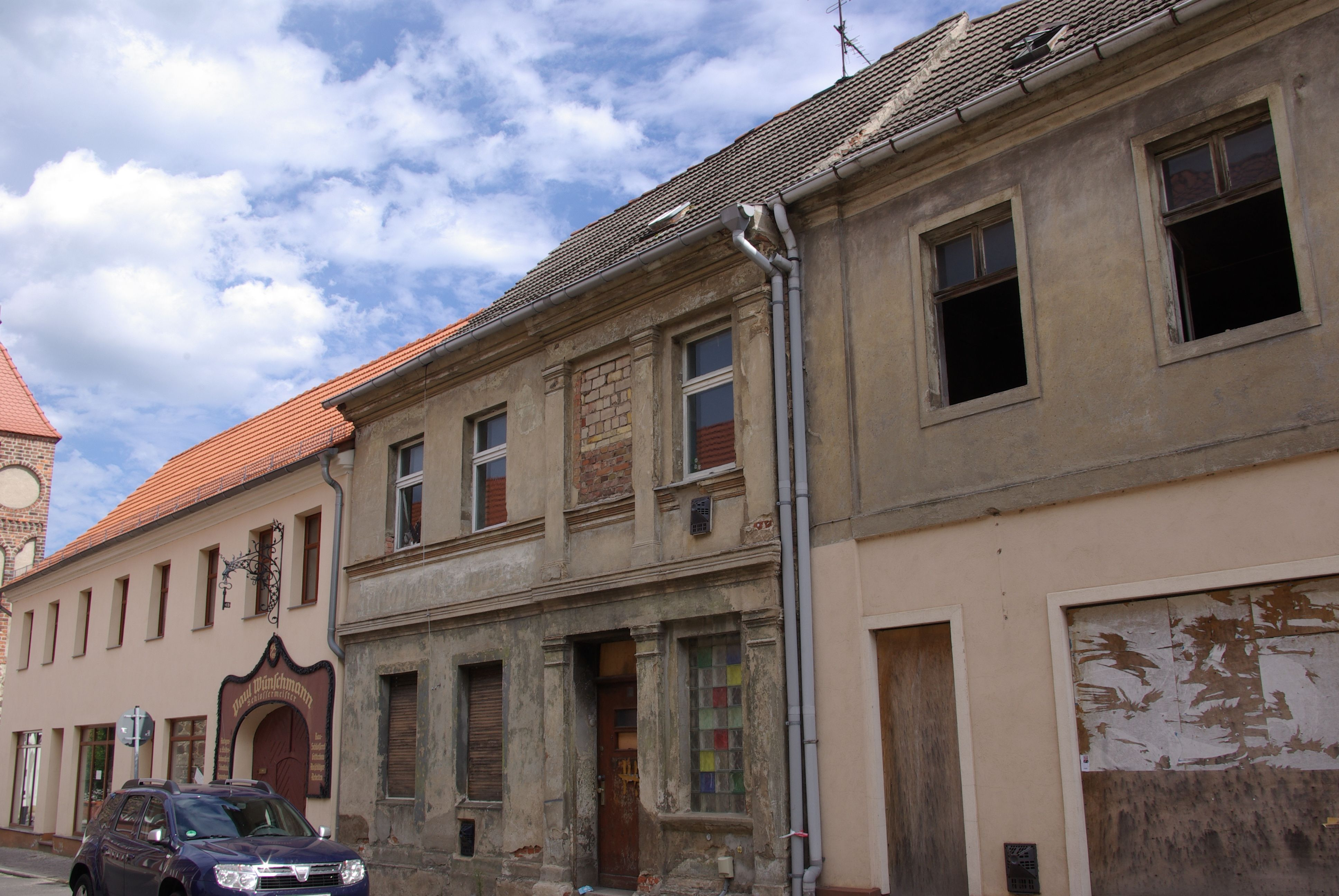
Zinnaer Straße 5, rechts Haus 6, links das Haus 4

Die Zinnaer Straße  ist eine Straße in Jüterbog. Sie ist ein Hauptstraßenzug in Jüterbog und beginnt am Zinnaer Tor Richtung Süden bis zur Straße Planeberg und geht dann in westlicher Richtung weiter bis zum Markt. In der Straße sind 28 Häuser denkmalgeschützt. Eine genaue Aufstellung der denkmalgeschützten Häuser befindet sich in der Liste der Baudenkmale in Jüterbog.

## Geschichte
Früher hieß die Straße Zinnaerthorstraße oder Zinnaer Torstraße. Die Straße war Teil des Marktes, hier standen bei Jahrmärkten die Rinder. Im westlichen Teil der Straße verdingten sich Mägde und Knechte. Bis zum Dreißigjährigen Krieg befanden sich in den benachbarten Häusern Zinnaer Straße 17 und Markt 5 das Gasthaus „Zu den Sieben Kurfürsten“, die Nummer 23/24 war das Gasthaus „Zum Mohren“.
Durch die Straße lief von 1897 bis 1928 die Pferde-Straßenbahn. Heute ist die Straße von Geschäften geprägt.

## Häuser
Die Bebauung ist uneinheitlich. Modernisierungen haben das Bild der Straße verändert. Das Bild der Straße bestimmt das Haus 23 / 24, ein Renaissancebau. Eine Auswahl der Häuser:
Das Haus Zinnaer Straße 4 wurde 1740 durch einen Bäcker erbaut. Es ist ein traufständiges Fachwerkhaus mit zwei Geschossen. Über der Toreinfahrt befindet sich ein Handwerkszeichen.
Das Haus Zinnaer Straße 6 wurde in der Mitte des 18. Jahrhunderts erbaut. Es ist ein neunachsiges, traufständiges Fachwerkhaus. Das langgestreckte Haus prägt den nördlichen Teil der Straße. Das Haus zerfällt und ist unbewohnt.
Das Haus Zinnaer Straße 7 wurde um 1800 erbaut. Es ist ein zweigeschossiges traufständiges Fachwerkhaus. Unter dem Haus befindet sich eine mittelalterliche Kelleranlage.
Das Haus Zinnaer Straße 9 wurde 1803 erbaut. Es ist ein zweigeschossiges traufständiges Fachwerkhaus. Unter dem Haus befindet sich ein mittelalterlicher Keller mit Tonnengewölbe.
Das Haus Zinnaer Straße 14 wurde um 1680 erbaut. Es ist ein zweigeschossiges giebelständiges Haus aus Fachwerk. Im Haus befand sich bis 1880 eine schwarze Küche, unter dem Haus befindet sich ein Keller aus dem Mittelalter.
Das Haus Zinnaer Straße 17 wurde in der Mitte des 18. Jahrhunderts erbaut. Es ist ein zweigeschossiges traufständiges Fachwerkhaus mit Krüppelwalmdach. Es steht an der Ecke zum Markt. Das Haus hat sechs Achsen mit einem zweiachsigen Mittelrisalit. Im Haus befindet sich die Gaststätte Braukrug. Hier befand sich bis zum Dreißigjährigen Krieg das Gasthaus „Zu den Sieben Kurfürsten“.
Das Baujahr des Hauses Zinnaer Straße 22 ist unbekannt, es ist ein zweigeschossiges traufständiges Hauses.
Das Haus Zinnaer Straße 23/24 wurde ab dem Jahre 1610 erbaut. Es ist ein traufständiges dreigeschossiges Haus. In dem Haus befand sich die Gaststätte Zum Mohren. Das erste Geschoss ist aus Backstein, die anderen Geschosse aus Fachwerk. Das Haus ist das älteste erhaltene Haus Jüterbogs.
Das Haus Zinnaer Straße 28 stammt aus der Mitte des 18. Jahrhunderts. Es ist ein zweigeschossiges giebelständiges Haus. Es ist ein Beispiel eines Handwerkhauses aus der Bauzeit.
Das Haus Zinnaer Straße 30 wurde 1832 errichtet.
Das Haus Zinnaer Straße 32 wurde 1870 erbaut. Es steht westlich des Zinnaer Torturmes.